# Thunder (세븐틴 노래)
"Thunder"는 대한민국의 보이 밴드 세븐틴이 녹음한 곡이다. 이 곡은 2025년 5월 26일에 밴드의 다섯 번째 정규 앨범 Happy Burstday의 리드 싱글로 발매되었다.

## 배경 및 발매
2025년 3월 24일, 플레디스 엔터테인먼트는 세븐틴이 그 해 5월 세븐틴의 10주년을 기념하여 정규 앨범을 발매할 것이라고 발표했다. 4월 21일에는 Happy Burstday가 발표되었다. 앨범의 리드 싱글인 "Thunder"의 제목은 5월 13일 앨범 전체 트랙 리스트와 함께 공개되었다. 이 곡의 첫 스니펫은 세븐틴이 앨범 전체 하이라이트 메들리를 공개한 5월 16일에 공개되었다. 이 곡은 5월 26일 Happy Burstday와 함께 발매되었다.

## 구성
"Thunder"의 가사는 우지가 그의 오랜 협력자인 범주와 함께 썼다. 이 두 사람은 세븐틴의 리더인 에스쿱스와 함께 이 곡을 작곡했다. "Thunder"는 G minor 키로 템포는 분당 130비트로 작곡되었다. 이 곡은 댄스 팝 곡으로 묘사되었다.

## 뮤직 비디오
뮤직 비디오는 HighQualityFish의 샘슨이 감독했다. 두 개의 티저가 5월 23일과 24일에 공개되었고, 비디오는 5월 26일 곡과 앨범과 함께 공개되었다. 비디오는 세븐틴 멤버들이 클럽에서 춤을 추며 10주년 "재탄생"을 축하하는 모습을 담고 있다.

## 라이브 공연
"Thunder"는 공식 발매 하루 전인 5월 25일 서울 잠수교에서 처음으로 라이브 공연되었다. 이 공연은 3일간의 "B-Day 파티" 행사의 절정으로, 공연에 약 6만 명의 관객을 동원했으며, 총 35만 명의 관객을 동원했다. 공연 중 다리 위의 6,000석 티켓은 팬들에게 추첨을 통해 배부되었으며, 티켓을 구하지 못한 다른 팬들은 콘서트를 보기 위해 요트를 전세냈다.
이 곡 발매 후, 세븐틴은 "Thunder"를 공연하기 위해 여러 한국 음악 프로그램에 출연했다. 첫 공연은 5월 29일 엠카운트다운에서였고, 이어서 5월 30일 뮤직뱅크, 5월 31일 쇼! 음악중심, 그리고 6월 1일 인기가요에서 공연했다.

## 비평
Happy Burstday 앨범 리뷰에서 NME의 글래디스 여는 "Thunder"를 "2000년대 후반 EDM과 하우스 중심의 팝 음악의 자유로운 향수에 몰입하는 클럽 준비된 뱅어"로 긍정적으로 묘사했다. Clash의 이사도라 반데르무렘은 이 곡의 "완벽한 프로덕션"을 칭찬하며 "가장 큰 여름 축제에 걸맞다"고 평가했다. 빌보드에 글을 쓴 제프 벤자민은 "Thunder"를 앨범 최고의 트랙으로 꼽았으며, 트랙의 프로덕션과 "부정할 수 없는" 휘파람 훅을 강조했다.

## 크레딧 및 참여 인원
크레딧은 Happy Burstday 가사집에서 가져왔다.
녹음 장소
- 유니버스 팩토리 및 프리즘필터 스튜디오에서 녹음
- 프리즘필터 스튜디오에서 편집
- 프리즘필터 믹스 랩에서 믹싱
- 821 사운드 마스터링에서 마스터링

크레딧 및 참여 인원
- 우지 – 작사, 작곡, 코러스
- 범주 – 작사, 작곡, 편곡, 코러스, 드럼, 퍼커션, 신디사이저, 녹음
- 에스쿱스 – 작사
- 승관 – 코러스
- 디노 – 코러스
- 글렌 – 녹음
- 앤모어 – 디지털 편집
- 앵커 – 믹싱
- 권남우 – 마스터링

## 차트
| 차트 (2025)                         | 최고 순위 |
| ----------------------------------- | --------- |
| 빌보드 글로벌 200 (《빌보드》)      | 41        |
| 홍콩 (빌보드)                       | 8         |
| 일본 (재팬 핫 100)                  | 12        |
| 일본 합산 싱글 (오리콘)             | 19        |
| 말레이시아 (IFPI)                   | 20        |
| 뉴질랜드 핫 싱글 (RMNZ)             | 18        |
| 필리핀 (필리핀 핫 100)              | 44        |
| 싱가포르 (RIAS)                     | 9         |
| 대한민국 (써클)                     | 1         |
| 대만 (빌보드)                       | 2         |
| 영국 다운로드 (오피셜 차트 컴퍼니)  | 14        |
| UK 싱글 판매 (OCC)                  | 16        |
| 미국 월드 디지털 송 세일즈 (빌보드) | 8         |

| 차트 (2025)     | 최고 순위 |
| --------------- | --------- |
| 대한민국 (써클) | 16        |

## 발매 역사
| 지역      | 날짜            | 포맷                     | 레이블   | Ref.  |
| --------- | --------------- | ------------------------ | -------- | ----- |
| 여러 지역 | 2025년 5월 26일 | 디지털 다운로드 스트리밍 | 플레디스 | [ 3 ] |